# 哈茨霍恩島
哈茨霍恩島（英語：Hartshorne Island）是南極洲的島嶼，處於戴克斯島和霍華德島之間，屬於帕默群島中茹班群島的一部分，由美國南極名稱諮詢委員命名，現時由南極條約體系管理。